# (1954) Kukarkin
(1954) Kukarkin es un asteroide perteneciente al cinturón de asteroides descubierto el 15 de agosto de 1952 por Pelagueya Fiodórovna Shain desde el observatorio de Simeiz en Crimea.
Está nombrado en honor de Boris Vasílievich Kukarkin (1909-1977), astrónomo ruso vicepresidente de UAI de 1955 a 1961.